# 圣马蒂诺-瓦莱考迪纳
圣马蒂诺-瓦莱考迪纳（義大利語：San Martino Valle Caudina）是意大利阿韦利诺省的一个市镇。总面积22平方公里，人口4724人，人口密度214.7人/平方公里（2009年）。ISTAT代码为064083。